# Lgbt-rechten in Frankrijk

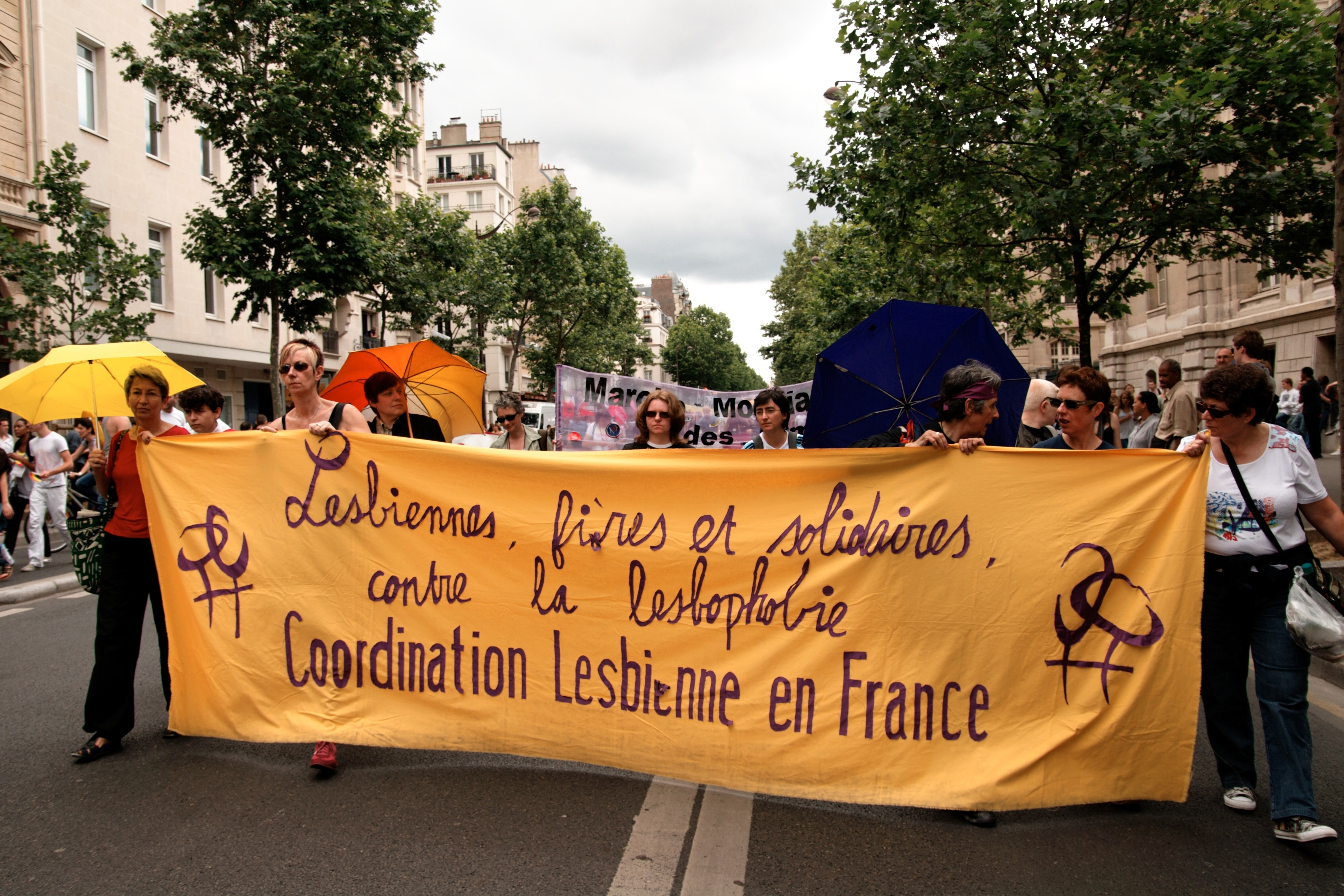
Gay Pride in 2008 in Parijs

Frankrijk is van oudsher sociaal-liberaal ten aanzien van de rechten van lesbiennes, homo's, biseksuelen en transgenders. 

## Voormalige wetten met betrekking tot seksuele activiteit tussen twee mensen van hetzelfde geslacht

### Sodomiewetten
Voor de Franse Revolutie was sodomie een ernstig misdrijf. Jean Diot en Bruno Lenoir waren de laatste homoseksuelen die op 6 juli 1750 werden verbrand. De eerste Franse Revolutie legde geen straffen op jegens homoseksualiteit, omdat de strafwet van 1791 geen melding maakt van homoseksuele relaties in de privésfeer. Deze stelling tegenover homoseksualiteit, zoals vermeld in het Wetboek van Strafrecht van 1810, werd opgevolgd door regeringen in Franse koloniën. Toch werd homoseksualiteit en travestie gezien als iets dat onzedelijk was en homoseksuele mensen werden nog steeds blootgesteld aan juridische intimidatie. Sommige homoseksuelen uit de regio's Elzas en Lotharingen, die in 1940 werden ingelijfd door nazi-Duitsland, werden vervolgd en geïnterneerd in concentratiekampen.

### Verhoging van de meerderjarigheid
Op 28 april 1832 werd er een aanpassing toegevoegd aan het Wetboek van Strafrecht. Seksuele handelingen tussen personen was pas toegestaan vanaf de leeftijd van elf jaar. Dit zou worden verhoogd tot 13 jaar in 1863. Op 6 augustus 1942 voegde de Vichy-regering een discriminerende wet toe aan het wetboek van Strafrecht. Seksueel contact tussen mensen van hetzelfde geslacht werd legaal vanaf de leeftijd van 21 jaar, terwijl geslachtsgemeenschap tussen heteroseksuelen mogelijk was vanaf de leeftijd van 15 jaar. Deze wet werd overgenomen door later gevormde Franse republieken en zou blijven gelden tot 1974. De leeftijdsgrens werd toen verlaagd van 21 tot 18. François Mitterrand trok deze discriminerende wet in op 4 augustus 1982. Geslachtsgemeenschap tussen homoseksuelen was voortaan mogelijk vanaf 15 jaar. Jean Foyer van de Franse Nationale Vergadering was fel tegen deze aanpassing.

### Ongepaste blootstelling
Een minder discriminerende wet werd goedgekeurd in 1960. In het wetboek van strafrecht werd een clausule toegevoegd die de straf verdubbelde voor ongepaste blootstelling aan homoseksuele activiteiten. Deze wet was bedoeld om prostitutie te onderdrukken. De clausule werd na een verzoek van het Parlement opgesteld en door de raad aangenomen, nadat ze de goedkeuring had gekregen van het Europees Parlement. Homoseksualiteit werd vergeleken met alcoholisme en gezien als een serieuze bedreiging van de nationale veiligheid. Paulus Mirguet, een lid van de Nationale Vergadering, had het gevoel dat homoseksualiteit een plaag was. Hij wilde daarom een amendement in het wetboek van strafrecht. De wijziging zou bekend komen te staan als de Mirguet-wijziging. Artikel 330 alinea 2 werd in 1980 ingetrokken tijdens de herziening van het zedenstrafrecht.

## Gender-identiteit/expressie
In Frankrijk mogen transseksuele personen hun wettelijke geslacht veranderen. In 2009 was Frankrijk het eerste land dat transseksualiteit uit de lijst van ziektes verwijderde. Transseksualiteit is onderdeel van ALD31 en de behandeling wordt gefinancierd vanuit de Franse sociale zekerheid.

## Erkenning van homoseksualiteit
De Pacte Civil de Solidarité, een vorm van geregistreerd partnerschap, werden uitgevaardigd in 1999 voor koppels van hetzelfde geslacht en niet gehuwde heterokoppels. De regering van Lionel Jospin was hier verantwoordelijk voor. Paren die wel deel konden nemen aan de Pacte Civil de Solidarité genoten wettelijke bescherming en de rechten en verantwoordelijkheden van het huwelijk. Homoseksuelen konden hier geen aanspraak op maken. Het recht op gezamenlijke adoptie en kunstmatige inseminatie werd ook geweigerd voor partners van PACS. Er waren voorstellen om deze regels te versoepelen. 
Het hoogste constitutionele hof van Frankrijk oordeelde dat de adoptie van een stiefkind is toegestaan, wanneer een van de homoseksuelen de biologische vader van het kind is.
Op 14 juni 2011 stemde de Nationale Vergadering van Frankrijk tegen de legalisering van het homohuwelijk. De vergadering stemde 293-222 tegen. Afgevaardigden van de grootste partij Union pour un Mouvement Populaire steden voornamelijk tegen de maatregel, terwijl de Parti Socialiste het meeste voor stemde. De Parti Socialiste oordeelde dat legalisering van het homohuwelijk een prioriteit moest worden wanneer zij een meerderheid zouden krijgen bij de Franse verkiezingen van 2012. Tijdens de campagne van de Franse presidentsverkiezingen verklaarde de kandidaat van de PS, François Hollande, steun aan het homohuwelijk. Ook wilde hij adoptie voor holebikoppels legaliseren. Op 7 mei 2012 won Hollande de verkiezingen en in oktober van dat jaar werd er een wet geïntroduceerd die gelijke rechten inzake huwelijk en adoptie mogelijk moest maken. 
Op 2 februari 2013 werd artikel 1 van het wetsvoorstel goedgekeurd door het parlement. De stemming was 249 tegen 97 stemmen. Op 12 februari 2013 werd het wetsvoorstel als geheel goedgekeurd (329-229), waarna het naar de Senaat werd gestuurd. In het parlement waren de meeste voorstemmers opnieuw te vinden onder de leden van de Parti Socialité. De meeste tegenstemmers waren opnieuw te vinden onder de leden van de partij Union pour un Mouvement Populaire. 
Op 4 april 2013 boog de Senaat zich over het wetsvoorstel en vijf dagen later wet artikel 1 goedgekeurd met een stemming van 179-157. Op 12 april 2013 keurde de Senaat, op enkele minimale wijzigingen, de wet goed. Franse wetgevers gingen op 23 april 2013 met de uitwerking en daarmee werd Frankrijk het 14e land in de wereld dat het homohuwelijk accepteert. De UMP wilde dat de Constitutionele Raad zich over het wetsvoorstel zou buigen. De Raad oordeelde dat de wet grondwettelijk was. Op 18 mei 2013 tekende voorzitter François Hollande het wetsvoorstel. De eerste officiële plechtigheid tussen twee mensen van hetzelfde geslacht vond plaats op 29 mei in de stad Montpellier.  

## Bescherming tegen discriminatie
In 1985 werd discriminatie op basis van seksuele geaardheid via nationale wetgeving verboden. Homoseksuelen mochten op de arbeidsmarkt, bij private voorzieningen en diensten en zaken omtrent huisvesting niet worden gediscrimineerd. Homo's en lesbiennes konden vanaf die tijd openlijk dienen bij de strijdkrachten. 

## Juridische maatregelen jegens haatmisdrijven
Op 31 december 2004 keurde de Nationale Vergadering een amendement goed op de bestaande antidiscriminatiewetgeving. Het maken van homofobe, seksistische, raciale of xenofobe opmerkingen waren vanaf die dag illegaal. De maximale straf was een boete van €45.000 of 12 maanden in de gevangenis. Het amendement werd bekritiseerd door groepen als Reporters sans frontières. Zij baseerden hun argumenten op de vrijheid van de mens. Maar de regering van Jacques Chirac vond de maatregel gerechtvaardigd, omdat het geweld tegen homoseksuelen sterk was toegenomen. Ironisch genoeg werd een partijlid van Chirac, Christian Vanneste, als eerste veroordeeld op 1 januari 2006. 

## De publieke opinie

Delanoë openbaarde zijn geaardheid in 1998

De huidige burgemeester van Parijs, Bertrand Delanoë, maakte in 1998 publiekelijk zijn homoseksuele geaardheid bekend. In 2001 zou hij worden verkozen tot burgemeester van de stad.
In december 2006 bleek uit een enquête dat 62% van de Fransen een voorstander was van het homohuwelijk. 55% van de mensen was van mening dat homoseksuele en lesbische stellen geen rechten jegens ouderschap mochten krijgen. 44% van de Fransen vond dat dit wel mogelijk moest worden. 
In juni 2011 werd duidelijk door middel van een Ifop-peiling dat 63% van de deelnemers voorstander was van het homohuwelijk. 58% van de deelnemers ondersteunde adoptierechten voor koppels van hetzelfde geslacht.

## Overzicht
| Handeling                                                      | Goedkeuring      |
| Seksueel contact tussen personen van hetzelfde geslacht legaal | sinds 1791       |
| Gelijke leeftijdsgrens voor legaliteit seksueel contact        | 1832-1942, 1982- |
| Antidiscriminatiewetten op de werkvloer                        | sinds 1985       |
| Antidiscriminatiewetten levering goederen en diensten          | sinds 1985       |
| Overige Antidiscriminatiewetten (bv. haatzaaien)               | sinds 2004       |
| Homohuwelijk                                                   | sinds 2013       |
| Erkenning van partnerschap tussen homoseksuelen                | sinds 1999       |
| Adoptierechten                                                 | sinds 2013       |
| Openlijk te dienen in het leger                                | sinds 1985       |
| Recht op juridische verandering geslacht                       | sinds 2009       |
| Transseksualiteit niet langer een ziekte                       | sinds 2009       |
| Gelijke toegang tot IVF en draagmoederschap                    | ----             |
| MSM's toegestaan om bloed te doneren                           | ----             |